# 메이컨 트랙스
| 메이컨 트랙스   |                               |
| 설립연도        | 2002년 2004년 (SPHL 가입)     |
| 해체연도        | 2005년                        |
| 역사            | 메이컨 트랙스 (2002년~2005년) |
| 경기장          | 메이컨 콜리시엄               |
| 연고지          | 조지아주 메이컨               |
| 상징색          | 검정, 회색, 노랑, 하양        |
| 구단주          |                               |
| 단장            |                               |
| 감독            |                               |
| 정규시즌 우승   |                               |
| 플레이오프 우승 |                               |
| 영구 결번       |                               |

메이컨 트랙스(Macon Trax)는 미국 조지아주 메이컨을 연고지로 하는 2004년부터 2005년까지 SPHL 소속되었던 아이스 하키팀이다.

## 역대 홈경기장
| 경기장          | 사용기간      | 수용인원 | 장소            | 비고 |
| --------------- | ------------- | -------- | --------------- | ---- |
| 메이컨 트랙스   |               |          |                 |      |
| 메이컨 콜리시엄 | 2002년~2005년 | 7,182명  | 조지아주 메이컨 | 빈칸 |